# Верхняя База
Верхняя База́ (хак. Чоғархы Паза́) — аал на равнинной части Аскизского района. Расположен на реке База.
Расстояние до райцентра — с. Аскиз — 25 км, до ближайшей ж.-д. станции Аскиз — 17 км. Число хозяйств — 125, население - 410 чел. (01.01.2004), в осн. хакасы.

## Население
| 2002 | 2010 |
| ---- | ---- |
| 331  | ↘318 |